# Kiscsécs
Kiscsécs là một thị trấn thuộc hạt Borsod-Abaúj-Zemplén, Hungary. Thị trấn này có diện tích 4,13 km², dân số năm 2010 là 204 người, mật độ 49 người/km².